# Sigrid Kaag
Sigrid Agnes Maria Kaag (IPA: siɣrɪt ˈɑxnɛs maːˈrijaː ˈkaːx]; 1961. november 2. –) holland diplomata és a 66-os Demokraták politikusa, pénzügyminiszter és első miniszterelnök-helyettes a negyedik Rutte-kormányban. Korábban 2017. október 26-tól 2021. augusztus 10-ig külkereskedelmi és fejlesztési együttműködési miniszterként, 2021. május 25-től 2021. szeptember 17-ig külügyminiszterként dolgozott a harmadik Rutte-kormányban.
Diplomataként Kaag a Külügyminisztérium köztisztviselőjeként dolgozott 1990-től 1993-ig, majd 1994-től 1997-ig az ENSZ tisztviselője lett az UNRWA-nál Jeruzsálemben, aztán a Nemzetközi Migrációs Szervezetnél volt adminisztrátor Genfben 1998-tól 2004-ig, amikor az Egyesült Nemzetek Szervezetének kartúmi és nairobi vezető tanácsadója lett. Ezt a pozícióját egészen 2005-ig töltötte be, amikor az UNICEF vezető tisztviselője lett. Kaag az UNICEF Közel-Keletért és Észak-Afrikáért felelős regionális igazgatójaként dolgozott Ammanban 2007-től 2010 májusáig, amikor kinevezték az UNDP New York-i Külkapcsolati Irodájának helyettes főtitkárává és igazgatójává.
2015 januárjától 2017 októberéig az Egyesült Nemzetek Szervezete libanoni különleges koordinátoraként (UNSCOL) dolgozott. Ezt megelőzően az Egyesült Nemzetek Szervezete – Vegyifegyver-tilalmi Szervezet (UN-OPCW) közös missziójának főtitkárhelyetteseként és különleges koordinátoraként dolgozott a Szíriai Arab Köztársaság bejelentett vegyifegyver-programjának felszámolására 2013 októbere és 2014 szeptembere között. Szíriai kiküldetéséig főtitkárhelyettesként és adminisztrátorhelyettesként, valamint az Egyesült Nemzetek Fejlesztési Programja Külkapcsolati és Érdekképviseleti Irodájának igazgatójaként dolgozott.

## Fordítás
Ez a szócikk részben vagy egészben  a   Sigrid Kaag című angol Wikipédia-szócikk ezen változatának fordításán alapul.  Az eredeti cikk szerkesztőit annak laptörténete sorolja fel. Ez a jelzés csupán a megfogalmazás eredetét és a szerzői jogokat jelzi, nem szolgál a cikkben szereplő információk forrásmegjelöléseként.